# پست فاینانس
پست فاینانس (انگلیسی: PostFinance) شرکت خدمات مالی و بانکداری سوئیسی است، که در سال ۱۹۰۶ تأسیس شد.